# خائو اوک تالو
خائو اوک تالو (به لاتین: Khao Ok Thalu) یک کوه و تپه در تایلند است که در Khuha Sawan واقع شده‌است. خائو اوک تالو ۱۷۷ متر بالاتر از سطح دریا واقع شده‌است.